# Mossman
Mossman is een plaats in de Australische deelstaat Queensland en telt 1695 inwoners (2001).